# ماروسي
ماروسي : (باليونانية: Μαρούσι)، (بالإنجليزية:Marousi) مدينة يونانية تقع في جنوب وسط اليونان، بجانب العاصمة اليونانية أثينا، وهي تعتبر أحد أهم ضواحيها من الشمال الشرقي
يوجد في ماروسي مجمع الملاعب الأولمبية الأثيني، والذي تم ضمنه استضافة العديد من الرياضات أثناء دورة الألعاب الأولمبية عام 2004.

## معرض صور

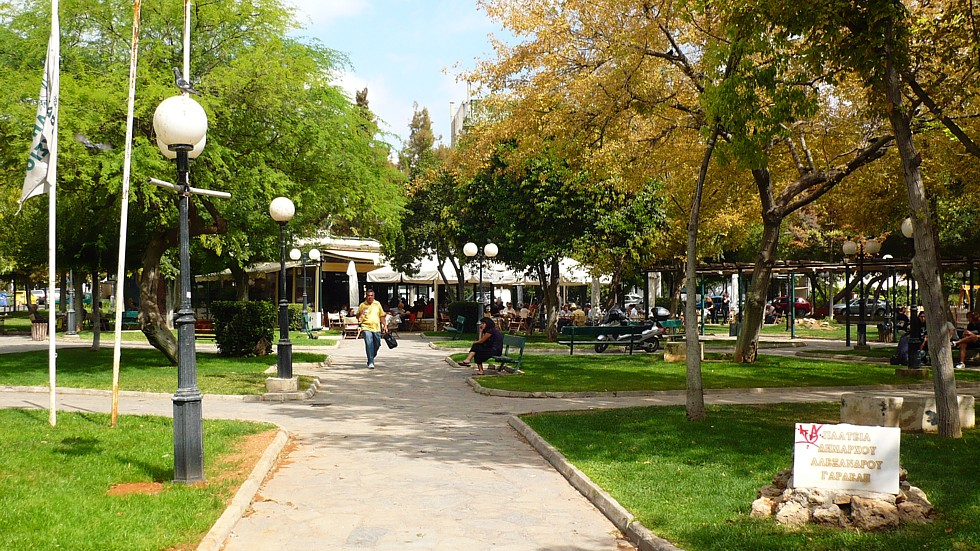
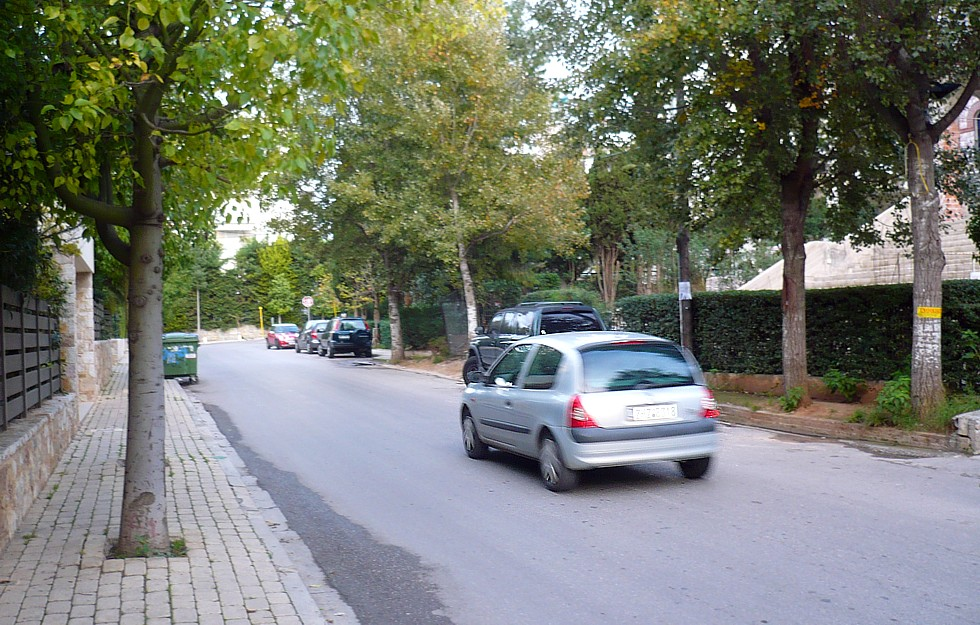
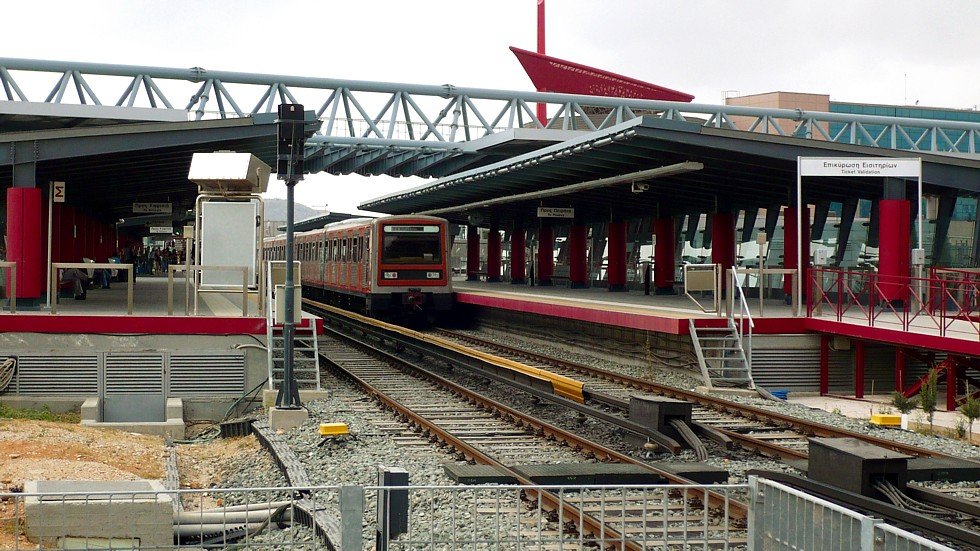
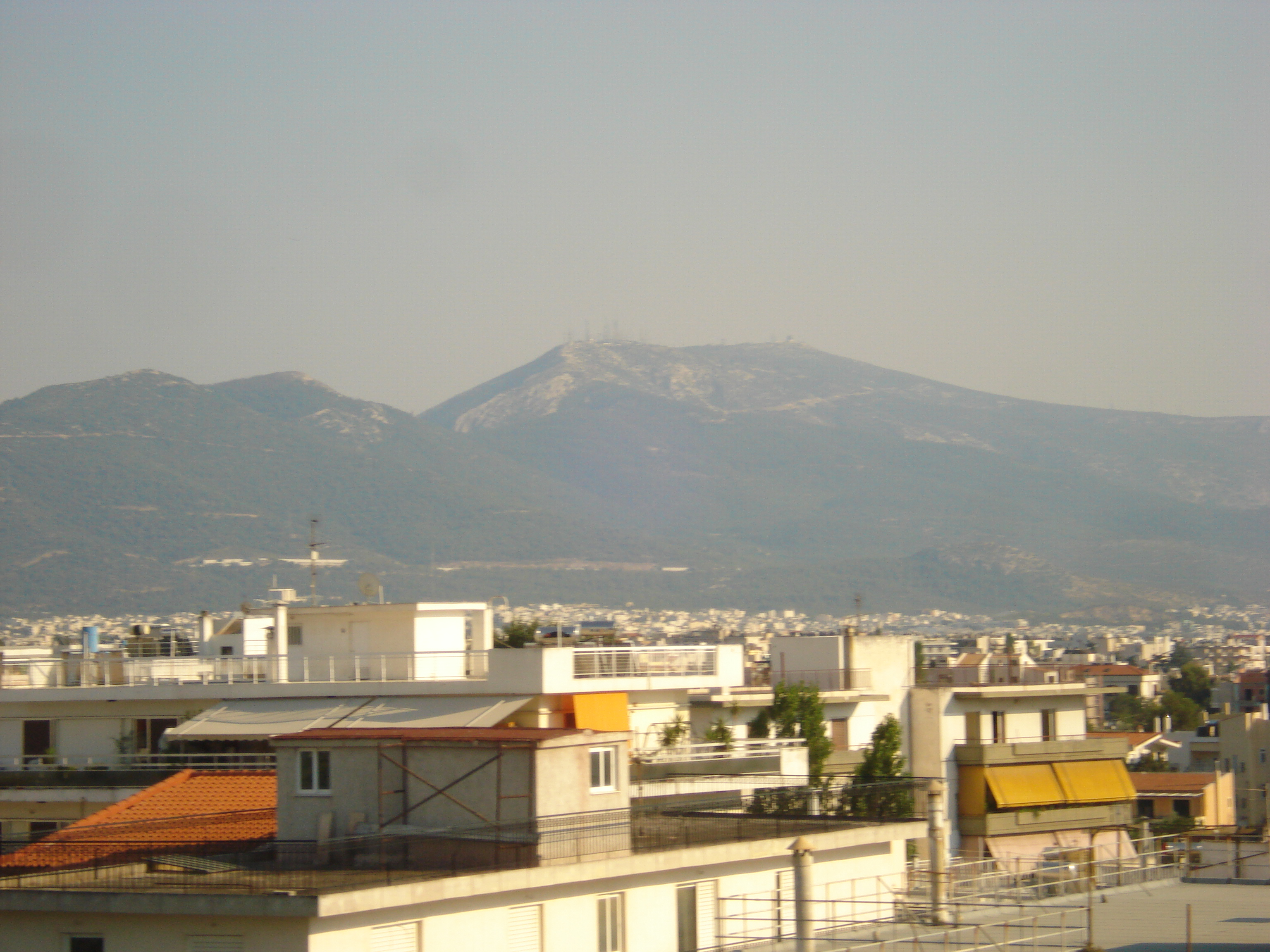

## توأمة
لماروسي اتفاقيات توأمة مع:
- فاينزا (10 يونيو 1992 - )[3]

## أعلام
- أنتونيوس جولباس
- باريس ماراغكوس
- ديمتريوس مورايتيس
- فاسيليس كونستانتينيو
- تاناسيس أندروتسوس